# 淳穎
淳穎（穆麟德轉寫：šuwening；18世纪—1800年），号玉盈主人，亭名虚白亭，室名身云室，滿洲愛新覺羅氏。豫通親王多鐸五子多爾博後裔、豫恪郡王如松之子。第三任睿親王（1778年—1800年）。
乾隆三十五年（1770年），父親豫恪親王如松逝世，清廷於乾隆三十六年（1771年）以豫慤親王德昭之子修齡承襲豫親王爵位，淳穎只襲爵為輔國公。
乾隆四十三年（1778年），清高宗以當年多爾袞為小人誣蔑，及於開國有功，復任多爾袞為睿親王，追封謚號為「忠」，配享太廟，其爵位世襲罔替。下詔多爾博還為多爾袞後嗣，命令淳穎襲爵為睿親王。追封其先祖、多爾博、蘇爾發、塞勒、功宜布及如松為睿親王。
妻富察氏，傅恒之女。
嘉慶五年（1800年），淳穎逝世。朝廷予以謚號為「恭」，由長子寶恩承襲睿親王爵位。

## 家庭
- 嫡福晋：
  - 富察氏，原任大学士忠勇公傅恒之女。
- 侧福晋：
  - 李佳氏，李齐之女。
  - 钮祜禄氏，头等侍卫和琫额之女。
  - 郭佳氏，郭福之女。
- 子女：
  1. 第一子：寶恩（1777年 — 1802年），睿慎親王，母嫡福晋富察氏.
  2. 第二子：禧恩（1784年 — 1852年），协办大学士镇国将军，母侧福晋李佳氏。
  3. 第三子：惠恩（1787年 — 1872年），三等侍卫镇国将军， 母侧福晋郭佳氏.
  4. 第四子：端恩（1788年 — 1826年）， 睿勤親王，母嫡福晋富察氏。
  5. 第五子：贵恩 （1789年 — 1792年），母侧福晋李佳氏。
  6. 第六子：裕恩 （1790年 — 1845年），都统镇国将军， 母侧福晋钮祜禄氏。
  7. 第七子：修恩 （1792年 — 1802年），母侧福晋李佳氏。
  8. 第八子：吉恩 （1793年 — 1868年），镇国将军，母侧福晋钮祜禄氏。
  9. 第九子：谦恩 （1796年 — 1857年），头等侍卫镇国将军，母侧福晋钮祜禄氏。